# Гострий лімфобластний лейкоз
Гострий лімфобластний лейкоз — онкологічне захворювання крові, що уражає лімфоїдний росток кровотворення та належить до групи гострих лейкозів. Гострий лімфобластний лейкоз (гостра лімфобластна лейкемія, гостра лімфоцитарна лейкемія, гостра лімфоїдна лейкемія, ГЛЛ, ALL) — гостра форма лейкозу (лейкемії), рак білих кров'яних клітин, що характеризується проліферацією і накопиченням ракових, незрілих білих кров'яних тілець, відомих як лімфобласти. В осіб з ГЛЛ лімфобласти надмірно виробляються в кістковому мозку і постійно розмножуються, зокрема в периферійній крові та інших тканинах організму, куди вони активно мігрують, пригнічуючи поділ нормальних клітин крові та утворення інших клітинних продуктів (таких як червоні та білі кров'яні клітини, тромбоцити) в червоному кістковому мозку та поширюючи (інфільтруючи) лімфобласти в інші органи. При відсутності лікування настають вкрай негативні наслідки, що завершуються смертю. ГЛЛ найчастіше зустрічаються в дитячому віці, пік захворюваності простежується у віці 2 — 5 років. Ще один пік частоти захворювання простежується у похилому віці.
Симптоми перебігу ГЛЛ пов'язані зі зменшенням виробництва нормальних клітин крові, ресурси червоного кісткового мозку використовуються для продукування ракових клітин замість нормальних функціональних клітин. Симптоми проявляються у вигляді гарячки, підвищеного ризику інфікування (особливо бактеріальними інфекціями, зокрема пневмонією), простежується біль у грудях, кашель, блювання, порушення згортання крові (внаслідок тромбоцитопенії), ознаки анемії, зокрема блідість, тахікардія, втома, головні болі.
У США щорічно фіксується понад 6000 випадків нових захворювань на ГЛЛ. Серед європеоїдної раси захворювання діагностується частіше, ніж серед негроїдів чи метисів Латинської Америки. Серед дітей сучасними методами лікування вдається досягти тривалої ремісії у 80 % випадків захворювання. Щодо дорослих, то лише 20 % хворих на ГЛЛ досягають тривалої ремісії. Термін «гострий» щодо лімфобластного лейкозу застосовується у випадках, коли понад 20 % клітин червоного кісткового мозку є онкотрансформованими лімфобластами.
ГЛЛ був першим онкологічним захворюванням, щодо якого було розроблено високоефективне лікування методом хіміотерапії. Антифолати типу аміноптерину та метотрексату були розроблені ще наприкінці 40-х років Сидні Фарбером. У ті часи лікар ще не потребував згоди пацієнта чи його батьків на хіміотерапію, оскільки Нюрберзький протокол ще не було прийнято. Спочатку при лікуванні ГЛЛ спробували використовувати фолієву кислоту, що мало катастрофічні наслідки для пацієнтів і прискорювало їхню смерть.

## Патогенез

### Генетика
ГЛЛ виникає в результаті мутацій протоонкогенів у стовбурових клітинах червоного кісткового мозку лімфоїдної лінії кровотворення. Виявлені випадки спадкового та вродженого ГЛЛ, хоча в більшості випадків успадковується схильність до ГЛЛ і висока частота імовірності виникнення ГЛЛ. Ризик виникнення ГЛЛ пов'язують з поліморфізмом генів ARID5B, IKZF1, CEBPE, PIP4K2A, GATA3, CDKN2A геному людини.

### Цитогенетика
Виявлено низку хромосомних мутацій, які вважаються невипадковими і пов'язані з перетворенням протоонкоген → онкоген при ГЛЛ. Це, зокрема, мутації (вказані онкогени та частоти спостереження):
- t(12;21) — онкоген TEL-AML1 — 25,4 % ГЛЛ
- t(1;19)(q23;p13) — онкоген E2A-PBX (PBX1) — 4,8 % ГЛЛ
- t(9;22)(q34;q11) — онкоген BCR-ABL — 1,6 % ГЛЛ
- t(4;11)(q21;q23) — онкоген MLL-AF4 — 1,6 % ГЛЛ
- t(8;14)(q24;q32) — онкоген IGH-MYC
- t(11;14)(p13;q11) — онкоген TCR-RBTN2

t(12;21) — найпоширеніша транслокація при ГЛЛ, пов'язана з хорошим прогнозом. t(4;11) — найпоширеніша транслокація серед дітей у віці до 12 місяців і пов'язана з поганим прогнозом.

### Патофізіологія
Мутація протоонкогену в клітинах лімфобластів призводить до неконтрольованого росту популяції клітин лімфобластів, що поширюються по всьому тілу хворого. Активна проліферація клітин відбувається за рахунок порушення міжклітинної сигналізації, або шляхом неадекватного реагування на хімічні сигнали, що контролюють ріст. У результаті мутації може утворитися так званий химерний ген, що складається з частин різних генів, або може порушитись регуляція активності протоонкогену, привнесення його в область роботи іншого промотору. Мутагенами можуть бути хімічні речовини, радіація, процеси порушення мітозу чи порушення інших процесів в клітині (механізмів репарації ДНК та ін.).
Високий рівень опромінення іонізуючою радіацією є відомим фактором ризику виникнення ГЛЛ. Це було продемонстровано під час досліджень наслідків ядерних вибухів в Хіросімі та Нагасакі. Є дані, які свідчать, що причинами мутацій, що спричинили ГЛЛ є хімічні речовини, що використовували при лікуванні інших онкологічних захворювань.

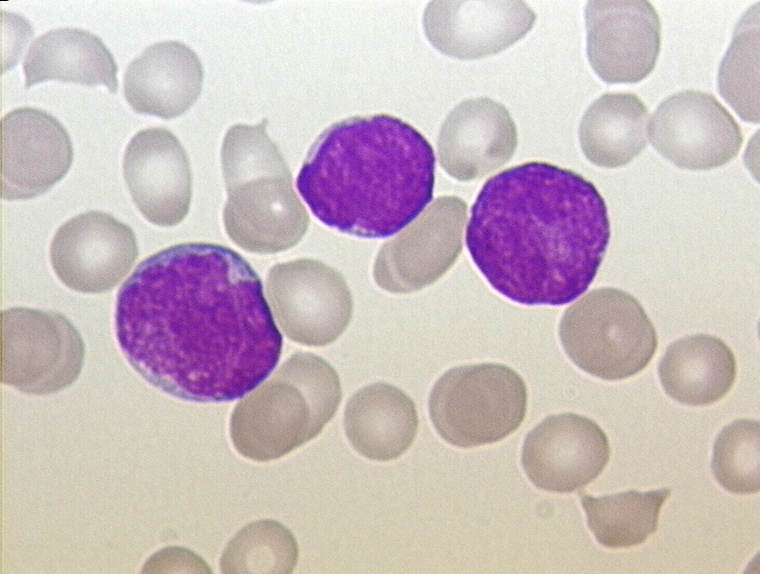
Лімфобласти в периферійній крові хворого на ГЛЛ.

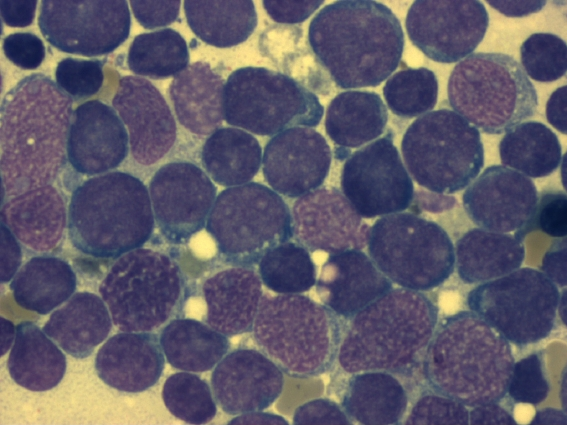
Клітини червоного кісткового мозку хворого на ГЛЛ.

### Класифікація ГЛЛ
Є різні підходи до класифікації ГЛЛ. Серед них у свій час була поширена FAB-класифікація ГЛЛ, основана на морфології бластних клітин. Відповідно до цієї класифікації ГЛЛ поділяють на такі форми:
- L1 — маленькі однорідні бластні клітини
- L2 — крупні бластні клітини різної будови
- L3 — крупні вакуалізовані бластні клітини

FAB-класифікація мала обмежений вплив на вибір стратегії лікування та прогноз перебігу захворювання.

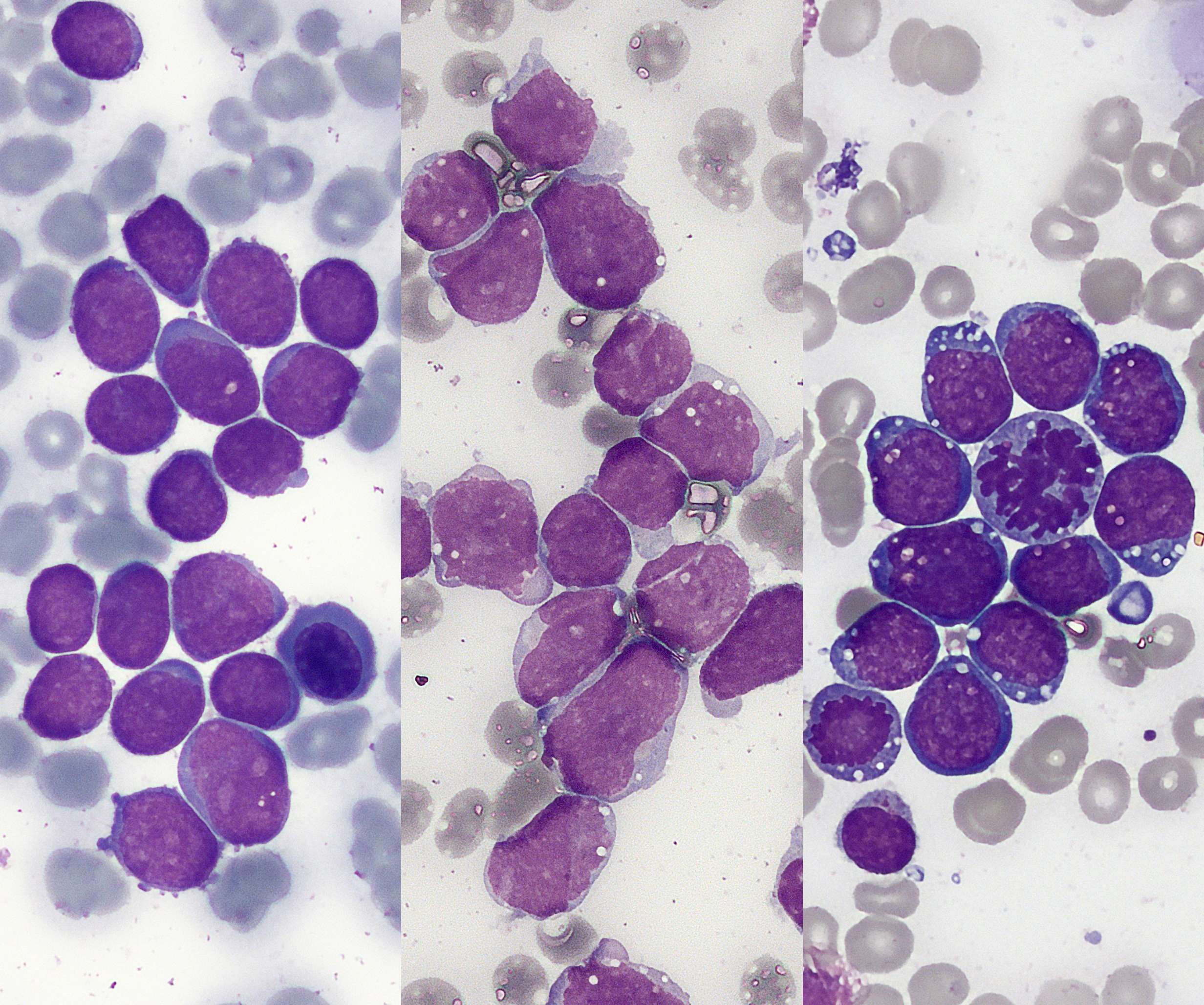
Зліва направо: тип L1, тип L2, тип L3. Забарвлення за Романовським, 1000х

Імунологічна класифікація дозволила виділити наступні групи гострих лімфобластних лейкемій:
- Т-клітинний ГЛЛ:

```
   про-Т-ГЛЛ (T-I)
   пре-Т-ГЛЛ (T-II)
   кортикальний-Т-ГЛЛ (T-III)
   зрілий-Т-ГЛЛ (T-IV)
```

- В-клітинний ГЛЛ:

```
    про-В-ГЛЛ (B-I)
    common-B-ГЛЛ (B-II)
    пре-В-ГЛЛ (B-III)
```

```
    зрілий-В-ГЛЛ (B-IV)
```

## Клінічні прояви
Початкові прояви ГЛЛ не є характерними і виникають як порушення нормального кровотворення, зменшення кількості еритроцитів, лейкоцитів, тромбоцитів в периферійній крові. Для діагностики необхідні лабораторні дослідження, зокрема клінічні аналізи крові, цитологічні, біохімічні, пункція кісткового мозку. При ГЛЛ простежується симптоматика, що може змінюватись з перебігом захворювання:

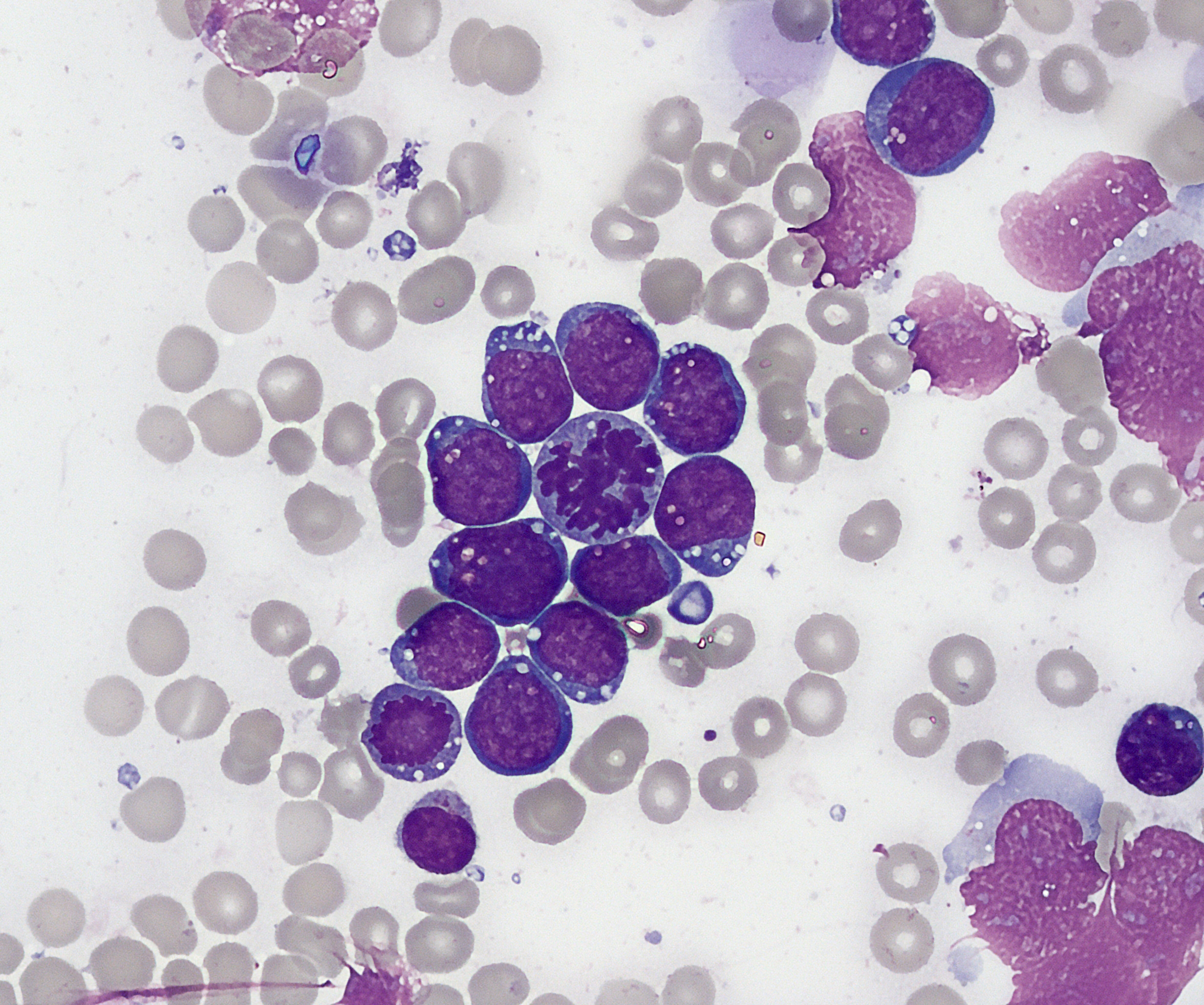
Пунктат кісткового мозку із клітинами типу L3 (лейкоз Беркітта). Характеризується різко базофільною, вакуолізованою цитоплазмою типу "зоряне небо" та великою кількістю мітозів (мітотична клітина в центрі).

- Загальна слабкість
- Втома
- Запаморочення
- Анемія
- Часті підвищення температури
- Часті інфекції
- Втрата ваги і апетиту
- Надмірні безпричинні гематоми
- Біль у кістках і суглобах
- Задишка
- Збільшені лімфовузли
- Збільшена печінка
- Збільшена селезінка
- Набряки кінцівок та/або живота
- Червоні плями та лінії на шкірі

## Діагностика
Починається з огляду пацієнта, клінічного аналізу крові. Виявляється лейкоцитоз за рахунок лімфоцитозу, «лейкемічний провал» та бластні клітини у мазку крові. Не слід виключати інших захворювань, що мають ті ж прояви, що ГЛЛ. Переважно чим вищий рівень лейкоцитозу тим гірший прогноз. У більшості випадків ГЛЛ бластні клітини спостерігаються в периферійній крові хворих. Переконливий доказ ГЛЛ дає біопсія червоного кісткового мозку з подальшим цитологічним та імунологічним аналізом. Пункція рідини спинного мозку дає можливість встановити, чи відбулось вторгнення бластних клітин центральну нервову систему.
Імунофенотипування та цитогенетичні дослідження бластних клітин (виявлення характерних хромосомних аномалій) дозволяє встановити онкотрансформація клітин якої ліні відбулась — мієлобластної чи лімфобластної. РНК-тести дозволяють встановити наскільки агресивним є захворювання. Різні мутації мають різний прогноз щодо перебігу захворювання. Імуногістохімічні тести дозволяють виявити антигени TdT або CALLA на поверхні лейкозних клітин. TdT — це білок, що експресується в пре-Т та в пре-В клітинах, тоді як CALLA є антигеном, що виявляється в 80 % ГЛЛ та в кризовому піку ХМЛ.
Ультразвукове обстеження може виявити вогнища лімфобластів, що проникли в різні органи: легені, печінку, селезінку тощо.

## Прогноз
Завдяки розвитку методів лікування, зокрема хіміотерапії, радіотерапії, методів трансплантації кісткового мозку виживання дітей хворих на ГЛЛ зросло з 0 % у 1970 році до 85 % у 2017 році. Є низка факторів, які впливають на перебіг ГЛЛ:
- Статевий фактор — частота досягнення ремісії у жінок вища, ніж у чоловіків. Чоловіки частіше хворіють на ГЛЛ.
- Етнічний фактор — європеоїди частіше хворіють на ГЛЛ, ніж негроїди, монголоїди, метиси. Але імовірність видуження чи тривалої ремісії в європеоїдів вища ніж у представників інших рас у випадку захворювання.
- Віковий фактор — діти віком від 1 до 10 років частіше досягають ремісії чи виліковуються, ніж більш старші вікові групи. У похилому віці ГЛЛ часто викликається хромосомними аномаліями, що пов'язані з поганим прогнозом перебігу захворювання.
- Цитологічний фактор — сприятливий прогноз мають переважно пацієнти у яких рівень бластів в крові менший ніж 50 000/мкл.
- Поширення бластів у ЦНС — поганий прогноз.
- Морфологічні, імунологічні та генетичні підтипи мають різний прогноз перебігу захворювання.
- Реакція організму пацієнта на хіміотерапію впливає на прогноз перебігу ГЛЛ.
- Генетичні патології, такі як синдром Дауна, синдром Блума, анемія Фанконі пов'язані з поганим прогнозом перебігу ГЛЛ.
- Феномен передчасного розходження центромер метафазних хромосом (ПРЦ) та С-анафаза є прогностичними факторами перебігу ГЛЛ. Високі рівні С-анафази та низькі рівні ПРЦ є ознакою позитивного прогнозу.

### Деякі цитогенетичні прогностичні маркери
- Філадельфійська хромосома — поганий прогноз
- t(4;11)(q21;q23) — поганий прогноз
- t(8;14)(q24.1;q32) — поганий прогноз
- Комплексні порушення каріотипу — більше ніж 4 аномалій хромосом — поганий прогноз
- Гіподиплоїдні клони клітин — поганий прогноз
- Гіпердиплоїдні клони клітин (особливо трисомія 4, 10, 17 у бласних клітинах) — хороший прогноз
- del(9p) — хороший прогноз